# Jorge Bermúdez
Jorge Hernán Bermúdez Morales (Calarcá, 18 giugno 1971) è un ex calciatore colombiano, di ruolo difensore.

## Palmarès

### Club

#### Competizioni nazionali
- Campionato ecuadoriano: 1

América de Cali: 1992
- Campionato argentino: 2

Boca Juniors: Apertura 1998, Clausura 1999
- Campionato greco: 2

Olympiakos: 2001-2002, 2002-2003

#### Competizioni internazionali
- Coppa Libertadores: 1

Boca Juniors: 2000
- Coppa Intercontinentale: 1

Boca Juniors: 2000

### Individuale
- Equipo Ideal de América: 3

1997, 1998, 2000